# Hipòdrom Municipal de Sant Sebastià
L'Hipòdrom Municipal de Sant Sebastià és el segon hipòdrom més gran d'Espanya, per darrere de l'hipòdrom de la Zarzuela, a Madrid. L'hipòdrom se situa a Sant Sebastià (Guipúscoa).

## Història
L'hipòdrom es va crear durant la Primera Guerra Mundial, ja que Bèlgica, França i molts altres països europeus havien deixat de realitzar carreres de cavalls. Com que Espanya no havia entrat a la guerra, va construir un hipòdrom per fer-hi carreres. El recinte esportiu es va inaugurar pel rei Alfons XIII, el 2 de juliol de 1916.
Amb la primera reunió del 1916 es va córrer ja el primer Gran Premi de Sant Sebastià sobre la distància de 2.400 metres i dotat amb 100.000 francs. Va ploure torrencialment, però la carrera va sortir a meravella. El vencedor va ser “Teddy”, un tres anys propietat del capità JD Cohn, que va muntar el campió dels jockeys, de 49 quilos: R. Stokes. Aquest Gran Premi s'ha mantingut en el temps i el 2016 va fer 100 anys.

## Copa d'Or
La Copa d'Or va sorgir com un premi especial pel 50è aniversari de l'Hipòdrom, cap al 1966. El 1967 i 1968 no es va celebrar, i es va reprendre el 1969 fins avui. És la joia mediàtica de la temporada estival. I a més, des del 2006 la Copa d'Or forma part de Le Defí du Galop. Se celebra sempre el 15 d'agost.
Hi ha tres cavalls que han guanyat dues vegades la Copa d'Or. Chacal, propietat de la Quadra Rosers el 1974 i 1975, Bannaby el 2008 i 2010, propietat de la Quadra Miranda i Persian Ruler, que va guanyar el 1999 sent propietat del Marquès de Miraflores i el 2001, d'Hipòdroms I Cavalls. I quant a propietaris el palmell correspon a la Quadra Rosers amb cinc triomfs (1972, 1974, 1975, 1979 i 1980), seguida de la Quadra Mendoza amb tres (1977, 1978 i 1984). Amb dues victòries es troben les quadres del Comte de Villapadierna (1970 i 1976), Duc d'Alburquerque (1988 i 2013), Madrileña (1995 i 1998), Madroños (2004 i 2005) i Miranda (2008 i 2010).
Pel que fa als jockeys, deu figuren al palmarès amb més d'una carrera guanyada:
- 5 vegades: R. Martín 1971, 1973, 1976, 1977 i 1978 (Homenatge el 13 d'agost de 1982 coincidint amb la seva retirada com a jockey)
- 4 vegades: C. Carudel 1970, 1974, 1975 i 1979
- 3 vegades: J. Horcajada 2001, 2004 i 2005, JB Eyquem 2000, 2007, 2009
- 2 vegades: S. Carrer 1996 i 1997, R. Martín Vidania 1986 i 1988, J. Reid 1985 i 1990, G. Chirugien 1991 i 1993, P. Sogorb 1998 i 2011 i JL Martínez 19